# Oscure presenze a Cold Creek
Oscure presenze a Cold Creek (Cold Creek Manor) è un film del 2003 diretto da Mike Figgis.

## Trama
I coniugi Tilson vivono a New York con i due figli Kristen e Jessie. Dopo che il figlio più giovane Jessie rischia la vita investito da un'auto, Cooper e Leah decidono di trasferirsi dalla città alla campagna. Tra diverse case, optano per l'enorme, affascinante e decadente maniero di Cold Creek. Durante i lavori di ristrutturazione della villa, i Tilson scoprono degli inquietanti dettagli riguardo ai vecchi abitanti della villa. Un giorno si presenta Dale Massie, erede della dinastia Massie, proprietari per secoli della tenuta. Questi è appena uscito di prigione ed ha perso la casa per non aver pagato degli arretrati. Apparentemente innocuo, chiede ed ottiene di poter lavorare come factotum nel restauro della villa. A seguito di inquietanti fatti (una strana infestazione di serpenti), e convinto a ragione che quest'ultimo ci provi con la moglie (si scopre che quest'ultima non è nuova a "esperienze extra-matrimoniali"), Cooper licenzia il giovane Dale. Da lì si scatena una sorta di "guerra" tra la famiglia Tilson e Dale, supportato dalla fidanzata, la poco rassicurante Ruby, fatta di minacce psicologiche e reali.
Cooper, per prudenza, fa tornare figli e moglie in città, e si mette ad indagare. Riascoltando l'intervista a Mr. Massie, padre di Dale, ricoverato in una casa di riposo, Cooper si convince che questi abbia assassinato tutta la sua famiglia e l'abbia seppellita da qualche parte nei 1000 acri della tenuta. Comincia dunque a setacciare il bosco in cerca dei cadaveri. Nel frattempo Dale va a trovare il padre; quest'ultimo lo accusa di aver assassinato la moglie e i figli su al maniero. Come tutta risposta, Dale soffoca il padre. Nel frattempo, con l'aiuto del figlio, che aveva letto qualcosa negli appunti del figlio di Dale, e della moglie, Cooper risale ad una certa "Gola del Diavolo", un luogo nel bosco cui aveva precedentemente accennato anche il vecchio Massie. Qui i coniugi trovano i cadaveri dei figli e della moglie di Dale. I tre erano stati uccisi dopo che la moglie, una volta ammesso il tradimento (Dale aveva scoperto d'essere sterile, quindi di non poter avere figli), aveva cercato di lasciare la tenuta e Dale. Anche Dale arriva sul posto. Dopo una dura ed estenuante lotta, Cooper e Leah riescono infine a prevalere. Tolto di mezzo Dale, Cold Creek trova finalmente un po' di pace. La famiglia Tilson, nonostante tutto, decide di continuare a vivere nel maniero, riprendendo la vita normale che li ha sempre contraddistinti. 